# John McLendon
John B. McLendon jr. (nacido el 5 de abril de 1915 en Hiawatha, Kansas y fallecido el 8 de octubre de 1999 en Cleveland Heights, Ohio) fue un entrenador de baloncesto estadounidense que dirigió durante una temporada a los Denver Rockets de la ABA, y a varios equipos de la liga universitaria, así como también a los Cleveland Pipers de la ABL.

## Trayectoria deportiva
Asistió a la Universidad de Kansas donde era director deportivo James Naismith, el inventor del baloncesto. Sin embargo, no pudo jugar en el equipo debido a la segregación racial, que hizo que hasta 1951 ningún jugador negro participara en partido universitario alguno, fuera de su ámbito.
Comenzó su carrera en entrenador en universidades exclusivas para afroamericanos, y participó en el denominado The secret game, el partido secreto, un encuentro ante la Universidad de Duke, que se convirtió en el primer partido universitario en el que blancos y negros compartieron el mismo terreno de juego.
Su primer contrato en un equipo profesional le llegó de la mano de los Cleveland Pipers de la ABL en 1961, convirtiéndose en el primer afroamericano en dirigir desde el banquillo a un equipo profesional. Posteriormente regresó al baloncesto universitario, para convertirse en 1967 en el primer afroamericano en dirigir un equipo universitario de las universidades tradicionalmente de gente blanca. Poco más tarde, en 1969, se convertiría también en el primer negro en entrenar a un equipo de la ABA, al fichar por los Denver Rockets, curiosamente una liga con un altísimo porcentaje de jugadores de color. Dirigió 28 partidos, en los cuales consiguió 9 victorias y 19 derrotas.
McLendon murió víctima de cáncer de páncreas, y fue enterrado en el cementerio Lake View en Cleveland.

### Estadísticas como entrenador en la ABA
| Equipo         | Temp.   | P  | V | D  | %V-D | Finalizó | PP | VP | DP | %V-DP | Resultado   |
| -------------- | ------- | -- | - | -- | ---- | -------- | -- | -- | -- | ----- | ----------- |
| Denver Rockets | 1969-70 | 28 | 9 | 19 | .321 | -        | —  | —  | —  | —     | No Playoffs |
| Total          |         | 28 | 9 | 19 | .321 |          |    |    |    |       |             |